# 勒迪克 0.10
勒迪克 0.10（Leduc 0.10）是一架法國製的研究用飛機，是世界上首批僅由衝壓引擎提供動力的飛機之一。

## 設計和開發
這架飛機是由勒内·勒迪克 ( René Leduc ) 於1938年設計，在布雷盖航空的工廠建造，並與佔領的德國當局保持一定距離，經過拖沓、不完全保密的建造階段後，最終於1947年完工。這架飛機採用雙層機身，飛行員在內殼中控制飛機。內殼與圓柱外殼之間的環形間隙可放進衝壓式噴氣引擎。

## 測試
勒迪克 0.10無法獨力起飛（衝壓式噴氣引擎在零空速時無法產生推力，沒辦法讓飛機在靜止狀態下前進），因此設計成先由寄生母機（例如德國設計的四引擎的AAS 01A & -B或法國設計的朗格多克四引擎客機）攜帶至高空，然後在高空釋放。在SE. 161朗格多克（SE.161 Languedoc）/勒迪克 0.10聯合試飛之後，於1947年10月開始獨立無動力的滑翔試驗。經過三次試驗後，1949年4月21日在圖盧茲上空完成了從朗格多克母機上釋放的首次動力飛行。在海拔3050公尺的高度被以小角度俯衝的方式釋放，引擎在半功率下測試了12分鐘，將飛機推進到680公里/小時。

在隨後的測試中，0.10達到了0.85馬赫的最高速度，證明了衝壓引擎作為航空動力系統的可行性，爬升率為以40公尺/秒飛至11000公尺，超過了當時最好的噴氣式戰鬥機。
在最初建造的兩台0.10中，一台在1951年墜毀，另一台在次年的另一次墜機事故中嚴重受損。兩名飛行員都生還但受重傷。

## 0.11/ 0.16/ 第三架 0.10
此外還建造了第三架飛機，命名為0.11 （有個來源稱其為0.16 ），大致上與0.10雷同，每個翼尖都配備了透博梅卡·馬博雷 I（Turbomeca Marbore I）渦輪噴氣引擎，以便在著陸時提供較佳的控制性。這架飛機於1951年2月8日首飛，但在出現問題（渦輪噴氣引擎造成飛行員的窗戶、同步動力系統和導風板起霧）幾個月後，又被換回0.10標準（此後稱為勒迪克 010 n°03）。現在被保存在勒布爾熱。

## 後續原型
更大型的勒迪克 0.21於1953年5月16日從空中發射起飛，有後掠翼的超音速勒迪克 0.22截擊機裝載SNECMA Atar渦輪噴氣引擎於1956年12月26日開始測試，接著該計畫於1958年終止。

## 規格 (0.10)
参考资料：
基本信息
- 机组：2
- 長度：10.25米（33英尺8英寸）
- 翼展：10.52米（34英尺6英寸）
- 机翼面积：16.0平方（172平方英尺）
- 空重：1,700（3,748英磅）
- 总重：2,800（6,173英磅）
- 发动机：1台勒迪克沖壓噴射引擎，15.7 kN (3,520 lbf)推力

性能
- 最大速度：800每小時（497英里每小時；432節）

## 筆記
1. 1 2 3 4 5 6 7  King, H.F.  McGraw-Hill. New York: Jane's All the World's Aircraft Publishing Company. 1969: 113.
2. ↑  Griehl, Manfred; Dressel, Joachim. . Shrewsbury, UK: Airlife Publishing. 1998: 207–209. ISBN 1-85310-364-0.
3. 1 2  La saga des statoréacteurs VII. La longue marche vers un avion opérationnel (The story of ramjets VII. The long march towards an operational aeroplane) at xplanes.free.fr （页面存档备份，存于） Accessed 24 December 2017

## 外部連結
- http://xplanes.free.fr/stato/stato-2.html （页面存档备份，存于）